# Bryntirion Athletic Football Club
Actualités
Dernière mise à jour : 30 mai 2011.
Le Bryntirion Athletic Football Club est un club gallois de football basé à Bryntirion, dans la banlieue de Bridgend. Il évolue en deuxième division galloise et a été champion de D2 à l'issue de la saison 2010-2011. Néanmoins, n'ayant pas obtenu une licence pour jouer en Welsh Premier League, il demeure en MacWhirter Welsh League et Afan Lido ayant terminé deuxième derrière lui est promu à sa place.

## Bilan saison par saison
|           | I | II | Points | Journées | V  | N | D  | b.p. | b.c. | Diff. |
| 2010-2011 |   | 1  | 70 pts | 30       | 23 | 1 | 6  | 76   | 27   | +49   |
| 2009-2010 |   | 5  | 54 pts | 34       | 15 | 9 | 10 | 67   | 60   | +7    |
| 2008-2009 |   | 11 | 44 pts | 34       | 12 | 8 | 14 | 54   | 58   | -4    |
| 2007-2008 |   | 5  | 65 pts | 34       | 20 | 5 | 9  | 82   | 35   | +47   |
| 2006-2007 |   | 8  | 47 pts | 36       | 14 | 5 | 17 | 56   | 62   | -6    |

Légende :
- I / II / III : division jouée
- V / N / D : victoires / matchs nuls / défaites
- b.p. / b.c. : buts pour / buts contre
- Diff : différence de buts
- Champion du pays de Galles
- Promotion dans le championnat hiérarchiquement supérieur
- Relégation dans le championnat hiérarchiquement inférieur

## Palmarès
- Championnat de 2e division :
  - Champion : 2011